# مستحراوات مختزلة للكبريت
مستحراوات مختزلة للكبريت (بالإنجليزية: Thermodesulfobacteria)‏ هي شعبة من البكتيريا أليفة الحرارة مختزلة للكبريتات، تضم طائفة واحدة هي مستحرويات مختزلة للكبريت (بالإنجليزية: Thermodesulfobacteria)‏ والتي تحتوي بدورها على رتبة واحدة هي مستحرايات مختزلة للكبريت (بالإنجليزية: Thermodesulfobacteriales)‏ وعائلة واحدة هي مستحريات مختزلة للكبريت (بالإنجليزية: Thermodesulfobacteriaceae)‏ والتي تشمل خمس أجناس متعددة.